# Quetotaxia
Se denomina quetotaxia a la adaptación a la vida edáfica por la cual un organismo presenta pelos sensitivos que utiliza para ubicarse y protegerse en un terreno bajo en luminosidad, apegándose con cada uno de estos a una superficie.